# We Be Burnin'
We Be Burnin' è il primo singolo estratto dall'album The Trinity di Sean Paul, uscito nel 2005.
Esistono tre versioni del brano:
- "We Be Burnin' (Recognize It)" - (versione dell'album).
- "We Be Burnin' (Legalize It)"
- "Legalize It (Bubble Up riddim)".

La differenza principale fra 'Recognize It' e 'Legalize It' è il cambiamento nelle parole del ritornello per rendere il brano più adatto alla trasmissione radiofonica. Benché non esplicitamente, 'Legalize It' suggerisce nel testo la legalizzazione della marijuana.

## Tracce
UK - CD: 1
1. "We Be Burnin' (Recognize It)" (Album Version)
2. "We Be Burnin' (Legalize It)"

UK - CD: 2
1. "We Be Burnin' (Recognize It)" (Album Version)
2. Bounce It Right There (Non-Album Bonus Track)
3. We Be Burnin (Video)
4. Free ringtone

## Classifiche internazionali
| Classifica (2005)                    | Maggiore posizione |
| ------------------------------------ | ------------------ |
| U.S. Billboard Hot 100               | 6                  |
| U.S. Billboard Hot Rap Tracks        | 6                  |
| U.S. Billboard Hot R&B/Hip-Hop Songs | 17                 |
| UK                                   | 2                  |
| Italia                               | 6                  |
| Germania                             | 5                  |
| Svizzera                             | 6                  |
| Irlanda                              | 11                 |
| Austria                              | 10                 |
| Giappone                             | 14                 |